# Zapadni Azarbajdžan
Zapadni Azarbajdžan (perz. آذربایجان غربی; Āzarbājdžān-e Garbī, punim imenom استان آذربایجان غربی; Ostān-e Āzarbājdžān-e Garbī) je jedna od 31 iranske pokrajine. Smještena je na sjeverozapadnom dijelu zemlje, a omeđena je Istočnim Azarbajdžanom i Zandžanskom pokrajinom na istoku, Kurdistanskom pokrajinom na jugu, Irakom i Turskom na zapadu, te Armenijom na sjeveru. Pokrajina se prostire na 37.059 km² ne računajući jezero Urmiju (5200 km²) koje čini prirodnu granicu između Zapadnog i Istočnog Azarbajdžana. Sjedište Zapadnog Azarbajdžana je u gradu Urmiji, a prema popisu stanovništva iz 2006. godine u pokrajini je živjelo 2,873.459 stanovnika.

## Okruzi
- Bukanski okrug
- Čaldiranski okrug
- Čajparski okrug
- Hojski okrug
- Mahabadski okrug
- Makski okrug
- Mijandoapski okrug
- Nakadski okrug
- Ošnavijski okrug
- Piranšaherski okrug
- Poldaštanski okrug
- Salmaški okrug
- Sardaštanski okrug
- Šahindeški okrug
- Šovtski okrug
- Takapski okrug
- Urmijski okrug

## Vanjske poveznice
- (perz.) Službene stranice Zapadnog Azarbajdžana  Arhivirana inačica izvorne stranice od 15. prosinca 2006. (Wayback Machine)

Ostali projekti
|  | Zajednički poslužitelj ima još gradiva o temi Zapadni Azarbajdžan |